# Sierra Negra (wulkan)

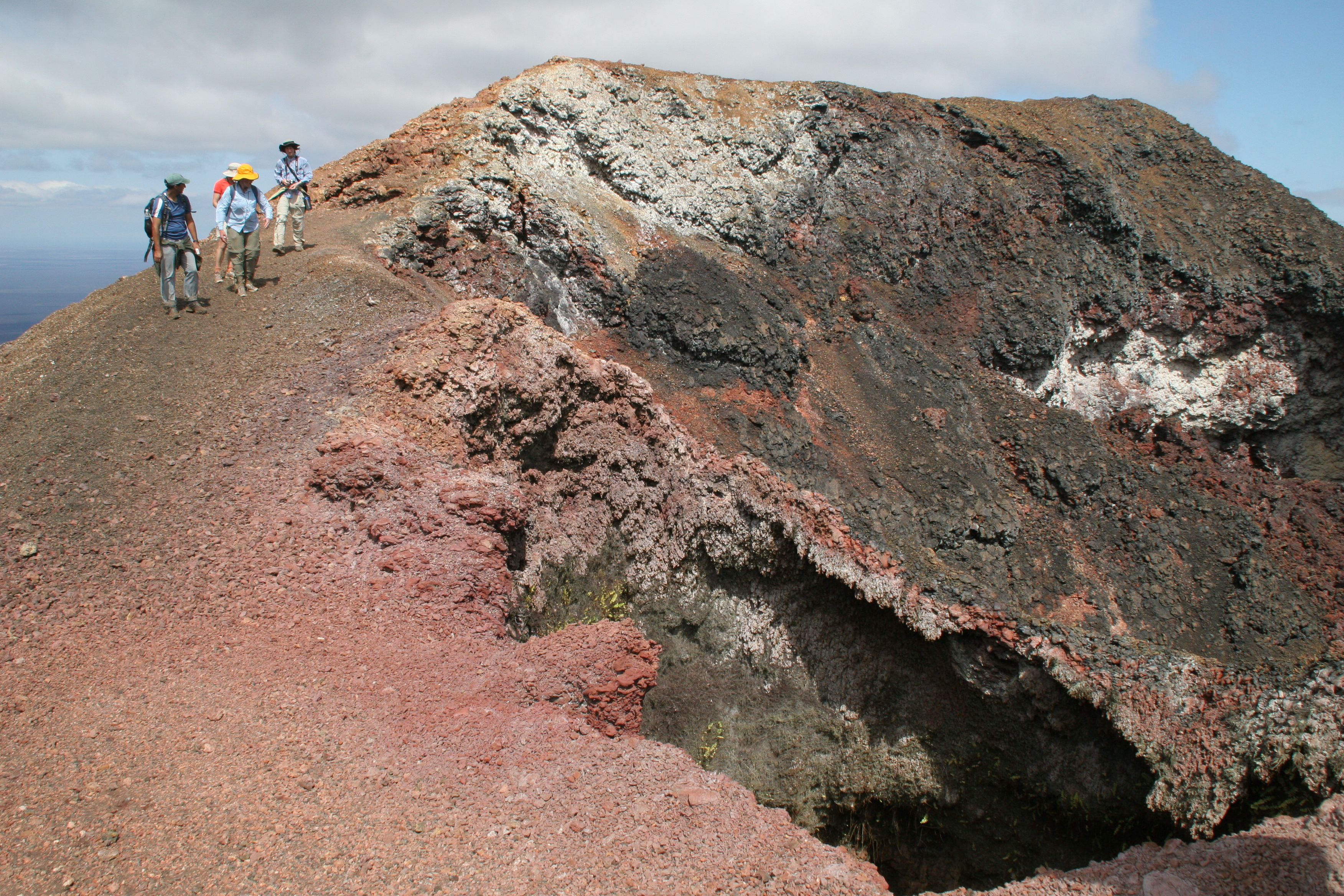
Wulkan Sierra Negra, 2009

Sierra Negra – czynny wulkan tarczowy, położony w południowej części wyspy Isabeli, w archipelagu Galapagos.
Ostatnia erupcja wulkanu miała miejsce w czerwcu 2018 roku.

## Nazwa
Wulkan nazywany również bywa „Volcan Grande” lub „Volcan Santo Tomas”.

## Opis
Sierra Negra (1124 m n.p.m.) leży w południowej części wyspy Isabeli w archipelagu Galapagos. Płytka kaldera wulkanu o wymiarach 7 x 10,5 km jest największą z wszystkich kalder wulkanów na wyspach Galapagos Znajduje się 100 m poniżej krawędzi wulkanu. Pomiędzy zachodnią ścianą kaldery a krawędzią wytworzył się obszar fumaroli – Volcan de Azufre – największy na wyspach Galapagos. Stoki wulkanu są o relatywnie niskim nachyleniu (mniej niż 5°). Zastygły strumień lawy po wybuchu w 1979 roku dochodzi do północnego wybrzeża wyspy.
Wulkan jest dostępny dla turystów, szczególnie jego północna-wschodnia ze stożkiem Volcán Chico powstałym w wyniku erupcji w 1979 roku.

## Erupcje
Sierra Negra jest jednym z trzech najbardziej aktywnych wulkanów Isabeli – obok dwóch innych wulkanów Wolf i Cerro Azul i wszystkich wysp Galapagos. Erupcje miały miejsce w latach: 1813, 1817, 1844, 1860, 1911, 1948, 1953, 1954, 1957, 1963, 1979, 2005 i 2018.
Ostatnia erupcja została odnotowana w czerwcu 2018 roku.